# Канал через Віслинську косу
54°21′25″ пн. ш. 19°18′43″ сх. д. / 54.356833611111° пн. ш. 19.311956944444° сх. д.
Канал через Віслинську косу (офіційна назва: Новосвятський судноплавний канал, пол. Kanał żeglugowy Nowy Świat) — канал через польську частину Віслинської коси, що створює друге сполучення між Віслинською та Гданською затоками. 
Це дозволяє кораблям заходити у Віслинську затоку та порт Ельблонг, не користуючись Балтійською протокою що є під російською орудою, заощаджуючи 100 км подорожі. 
Роботи розпочалися в лютому 2019 року. 
Канал має довжину 1305 м і дозволяє приймати судна осадкою до 4 м, довжиною до 100 м і шириною до 20 м.
 
Введено в експлуатацію 17 вересня 2022 р. 

Канал розташований між селами Сковронки та Пшебрно, на місці покинутого поселення під назвою Новий Свят, звідки і його офіційна назва.

## Роботи
Основні роботи:
- Будівництво хвилерізної гавані з боку Гданської затоки.
- Будівництво судноплавного каналу разом з усією його інфраструктурою
- Нові дороги та мости
- Будівництво штучного острова у Віслинській затоці.

Роботи розпочалися у лютому 2020 року з вирубки дерев, яка була завершена протягом 15-20 лютого 2020 року. 
Вирубку та вивезення гілок завершили до кінця березня. 

Початок будівництва штучного острова було оголошено 30 травня 2020 року. 
Його площа становить близько 180 га, на ньому розраховано місце проживання птахів. 

Його попередня назва — острів Естіан, обрана шляхом опитування та має бути офіційно затверджена.
Перший із двох мостів через канал, південний, був завершений у червні 2021 року. 
Він знаходиться на шляху сполучення Криниці Морської та Стегни

## Кошторис
У жовтні 2019 року було підписано контракт з польсько-бельгійським консорціумом на будівництво каналу вартістю 992 млн злотих (230 млн євро). Очікується, що загальна вартість проекту становитиме 2 мільярди злотих. 

## Критика
Російська Федерація рішуче заперечувала проти каналу як з екологічних міркувань, так і з міркувань безпеки, стверджуючи, що оскільки канал дозволить військовим кораблям НАТО увійти у Віслинську затоку, не проходячи поблизу російських військових об’єктів у Балтійську, це становить пряму загрозу безпеці Калінінграда та Російської Федерації в цілому. 

Екологічні активісти в Європі та Польщі висловлювали занепокоєння щодо навколишнього середовища, що не зупинило проект.
Морський біолог д-р Агата Блащик висловлює занепокоєння, пов’язане з фосфором, накопиченим у відкладеннях на дні лагуни, головним чином із технічних стічних вод промислових підприємств у районі Ельблонга, стічних вод із тваринницьких ферм, а також із вимитих добрив, що сприяє евтрофікації майже закритої лагуни, що призводить до сильного цвітіння ціанобактерій, які, своєю чергою, сприяють цвітінню водоростей у лагуні, надаючи їй виразний зеленуватий колір порівняно з рештою Балтійського моря. 
Очікується, що новий водний шлях сприятиме рухливості відкладень, що, можливо, призведе до змін в екології прилеглих районів Балтійського моря з невідомими наслідками. 
Викликає занепокоєння те, що ціанобактерії в лагуні відрізняються від тих, що живуть у відкритому морі, і мають вищу токсичність. 